# Adam aus Krakau
Adam aus Krakau (polnisch Adam z Krakowa; † vor dem 5. Juni 1520) war einer der produktivsten Maler in Krakau am Übergang vom 15. zum 16. Jahrhundert. Seine Werke sind nicht erhalten und nur urkundlich nachweisbar. Der Kunsthistoriker Feliks Kopera setzt ihn mit Adam aus Lublin gleich.

## Leben
Adam war in den Jahren 1491 bis 1493, 1497, 1499, 1504, 1506, 1508 und 1510 Zunftältester in Krakau. Zu seinen Schülern sein Sohn Adam, Stanisaw Kantorek aus Chęcin, Alberta Koza und Paweł.
Am 5. Juni 1520 wird seine Frau Barbara als Witwe geführt.

## Werke
- Triptychon in der Pfarrkirche in Więcławice, 1477
- Altarbilder im Augustinerkloster in Olkusz, nach 1486
- Altarbilder der Kirche in Książ Wielki, 1497